# Rollerski

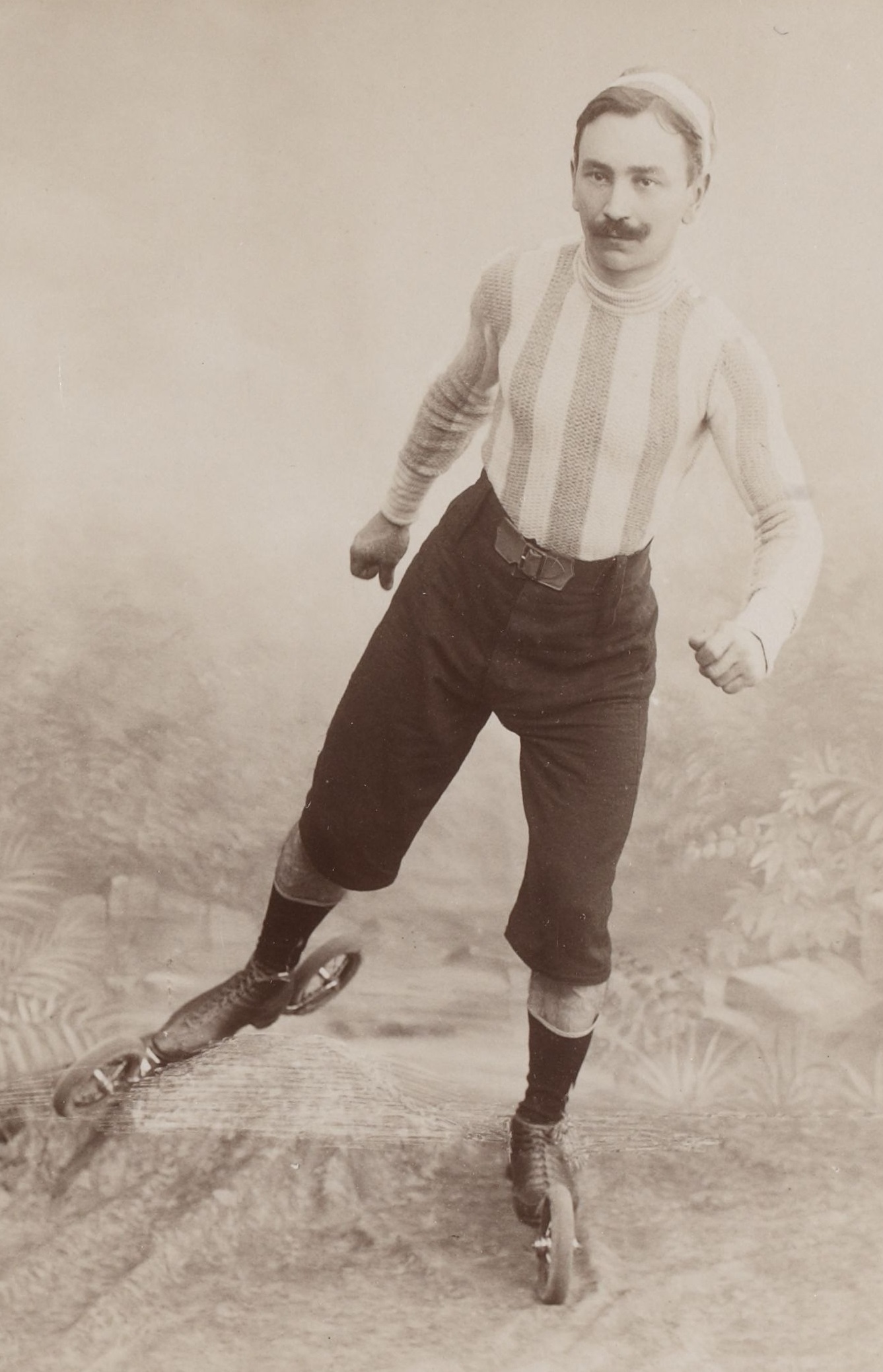
Rollerski en 1898 (Paul Grandelaude).

Le rollerski, encore appelé ski à roulettes ou ski-roues, est une discipline du ski qui se pratique toute l'année sur le goudron, sur la route, sur les nombreuses voies vertes ou sur des pistes appropriées. 

## Matériel

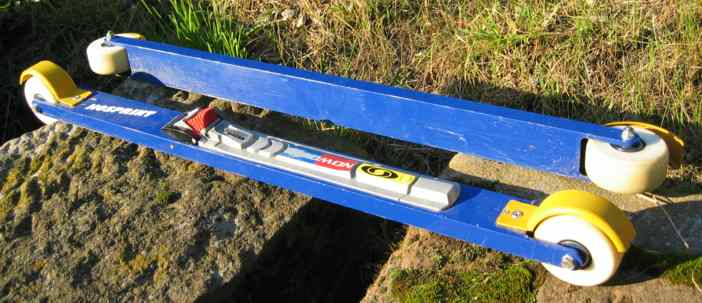
Ski-roues

Pour skier, il faut disposer d'un matériel spécifique. Les skis sont composés de poutres en alliage d'aluminium (mais aussi en fibre de verre ou fibre de carbone), à l'extrémité desquelles sont montées des roues. L'entraxe entre les roues doit être au minimum de 530 mm pour pouvoir participer à des compétitions. Les roues peuvent être de diamètre différent (mais de 100 mm maxi pour être homologuées en compétition) et de largeur différentes et posséder ou non un système anti-recul. Ce dernier dispositif permet de skier en technique classique (pas alternatif). Mais il est inutile pour la technique du pas de patineur ou skating. Sur chaque ski sont également posées des fixations de ski de fond. Les chaussures sont les mêmes que pour l'hiver. Enfin les bâtons diffèrent des bâtons utilisés sur la neige par des pointes renforcées (carbure de tungstène) pour retarder l'usure sur le goudron. 
Pour pratiquer le ski-roues, il est également recommandé de porter des protections, notamment un casque. Il est de plus en plus recommandé également de porter une chasuble réfléchissante pour être plus visible des autres usagers de la route.
Il existe depuis 2001 une formation fédérale de moniteur de rollerski. Initiée et mise en place par un club breton, elle permet de préparer des encadrants pour les clubs de la FFS. La formation comprend notamment un module consacré à la sécurité, qui permet de prendre en compte les divers problèmes d'une pratique sportive au milieu de la circulation.

## Compétitions

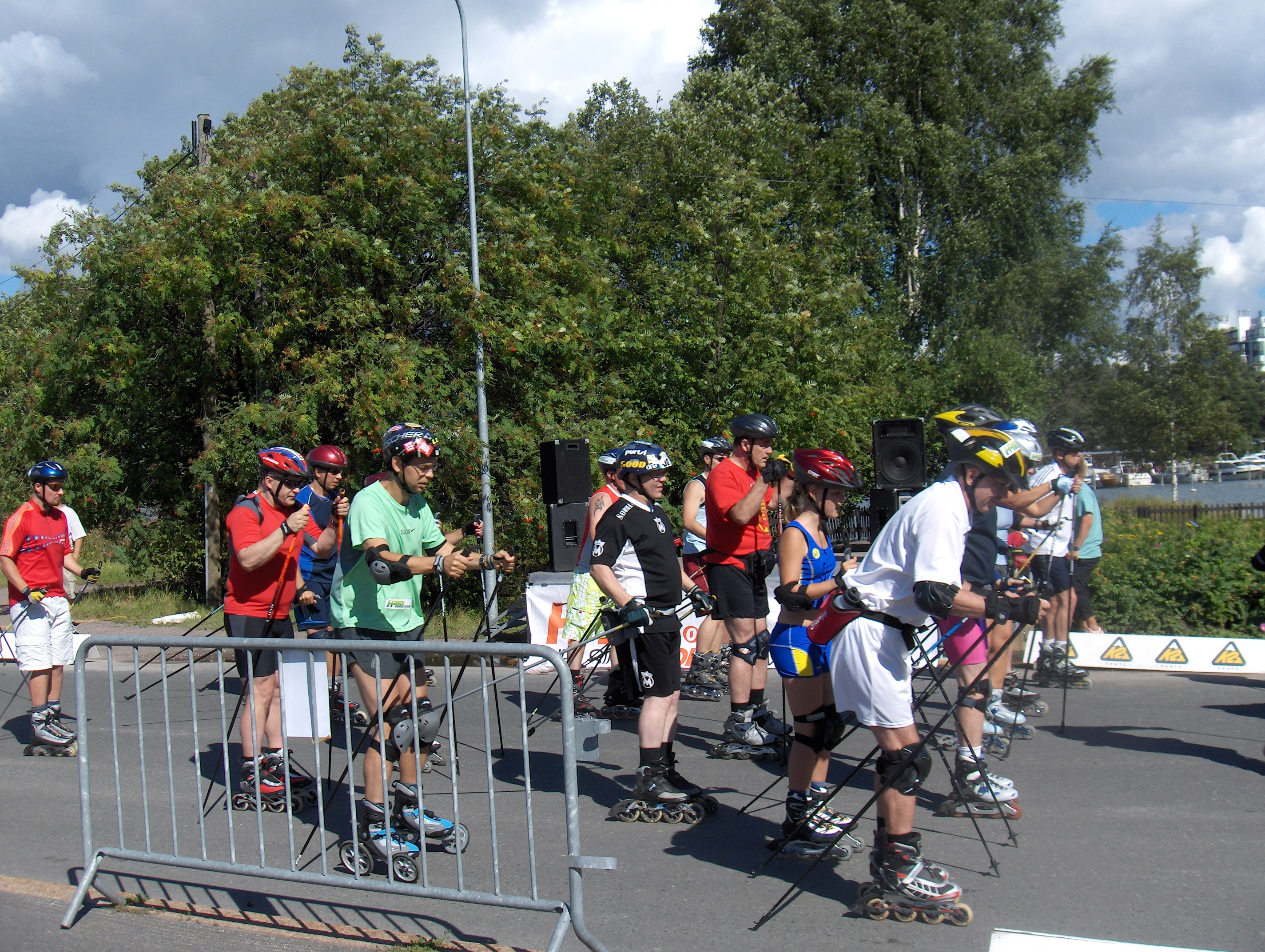
Départ du Helsinki roller marathon.

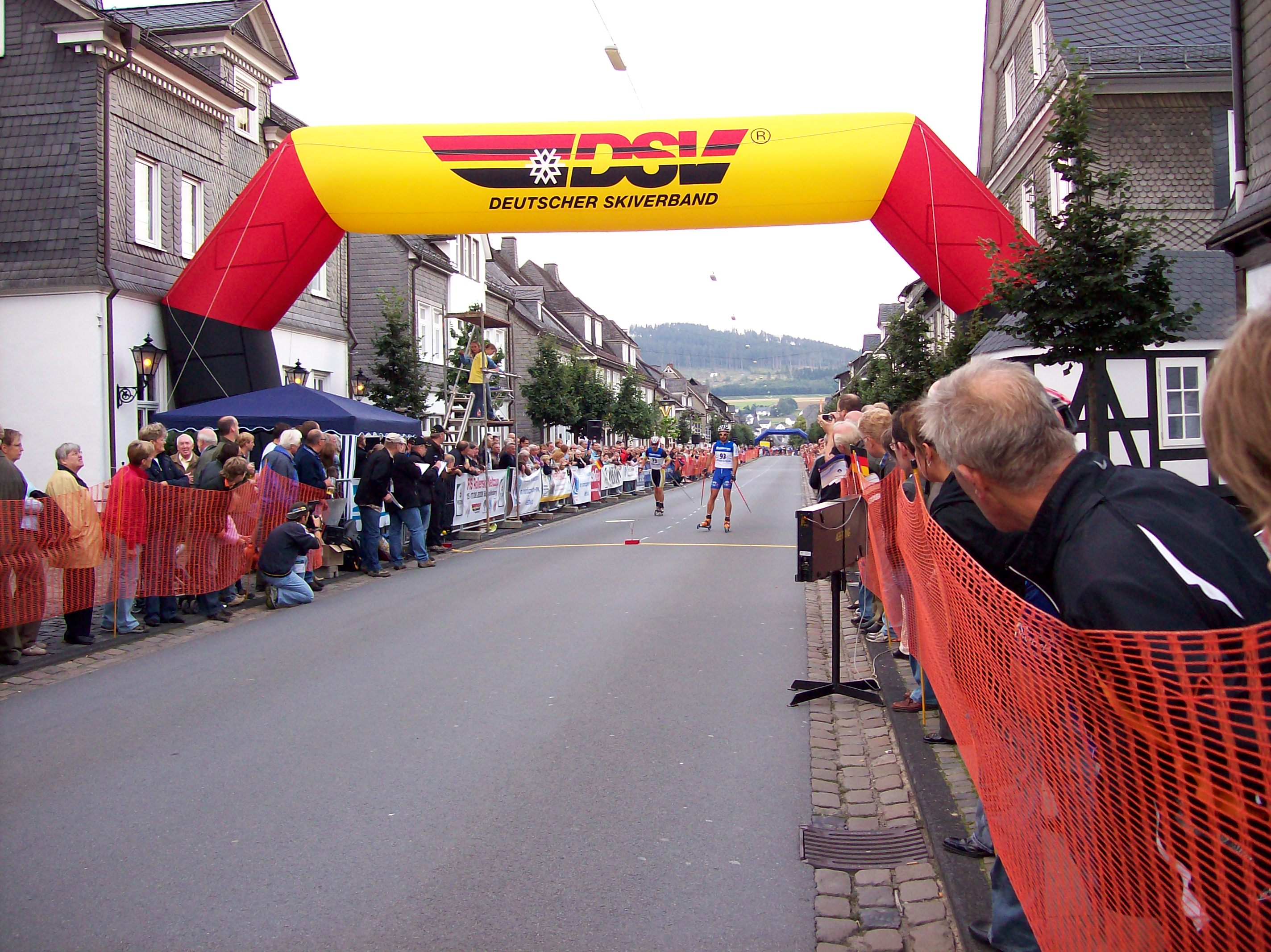
Coupe du Monde du Schmallenberg 2008

Le ski-roues est peu développé en France où ce sport est surtout considéré par la Fédération comme un moyen d'entraînement au ski de fond, mais il existe quand même quelques belles courses comme la Trans'roller qui se déroule chaque année en septembre dans le massif du Jura. En Italie, par contre c'est un sport assez populaire.
- La Trans'roller, qui se déroulait chaque année, depuis 2002 — après une première édition en 2001 entre Lamoura et Bois d'Amont (département du Jura) — entre Pontarlier et Mouthe dans le département du Doubs, sur une distance de 34 km. L'édition 2008 verra une autre organisation : la course se déroulera sur 6,7 km en montée aux portes de Pontarlier. Devant la demande des pratiquants, la course en ligne est à nouveau programmée en 2009 entre Oye-et-Palet (à quelques kilomètres de Pontarlier) et Mouthe.
- Le Rollerski Tour, fait suite au Macadam'ski qui, dans les années 1980 regroupait de très nombreuses courses. Le Rollerskitour se déroule chaque année dans certaines villes de France. Mais après un essor important avec des courses dans des villes comme Belfort-Montbéliard, Fougères, Autrans, La Tremblade, le Rollerskitour est en perte de vitesse, ne regroupant en 2007 que 7 étapes mélangeant à la fois Coupe de France (Dijon, Grand-Bornand, Trans'roller, L'Argentière-La Bessée, Annecy), championnat de France (La Bresse) et Coupe du Monde (Villard-de-Lans). La participation aux courses est très fluctuante, la plus importante étant la Trans'roller avec 250 participants en 2004 mais seulement 160 en 2007. Le Rollerskitour a disparu du paysage sportif fin 2007!
- La Coupe du Monde de Rollerski (de) est une organisation de la FIS (Fédération Internationale de Ski) : au même titre que les disciplines de sports d'hiver, elle offre au meilleur rollerskieur de la saison un globe de cristal. 8 courses sont au programme de la Coupe du Monde de Rollerski 2013, dont deux épreuves en France.
- Le Championnat du monde de rollerski (de)

Il existe aussi quelques rendez-vous montés par des petits groupes d'amateurs, certains très anciens comme « Cosne — Sancerre » (né en 1991) qui se termine par la montée au milieu des vignobles de la colline de Sancerre.
Lors de l'épreuve de fond du grand prix d'été de combiné nordique, les concurrents utilisent des ski-roues.